# Mnasitheus chrysophrys
Mnasitheus chrysophrys es una especie de mariposa de la familia Hesperiidae que fue descrita originalmente con el nombre de Cobalus chrysophrys, por Paul Mabille, en 1891, a partir de ejemplares procedentes de Colombia.

## Distribución
Mnasitheus chrysophrys tiene una distribución restringida a la región Neotropical y ha sido reportada en Brasil, Perú, México, Colombia, Guatemala.

Plantas hospederas
No se conocen las plantas hospederas de M. chrysophrys.